# Sevasti Qiriazi
Sevasti Qiriazi-Dako (Sevasti D. Kyrias) (Manastir, oko 1871. – Tirana, 30. kolovoza 1949.) bio je albanska domoljupka, pedagoginja, protestantska misionarka, autorica, pionirka albanskog ženskog obrazovanja i aktivistica Albanskog nacionalnog preporoda.

## Život i rana karijera

### Rani život
Sevasti je rođena oko 1871. u domoljubnoj obitelji Qiriazi (Kyrias) iz Tërnovë, Manastir, u današnjoj Sjevernoj Makedoniji. Bila je šesto od desetero djece.:41 Njezina obitelji bilo je pravoslavna, ali ona je s četiri godine počela pohađati osnovnu školu na grčkom jeziku.:43U mladosti je naučila nekoliko jezika (albanski, grčki, bugarski, vlaški, turski, engleski).:44 Ona i njezina obitelj došli su u bliski kontakt s albanskim domoljubima i američkim protestantskim misionarima koji su vodili školu i održavali vjerske službe u blizini njihove kuće u Manastiru.:43–45 Sevasti je upisana u američku školu i diplomirala je s ekvivalentom srednjoškolske diplome u srpnju 1888.

### Obrazovanje
Pohađala je Američki koledž za djevojke u Istanbulu od 1888. do 1891. godine. Njezin brat vlč. Gjerasim Qiriazi sredio je njezin upis.:63–64 Primljena je kao studentica druge godine i diplomirala je 1891. s klasom od osam žena i stekla diplomu prvostupnika umjetnosti, postavši prva Albanka koja je završila fakultetsko obrazovanje.:63–64 Pohađala je koledža pripremu za pomaganje svom bratu Gjerasimu u otvaranju ženske škole u Albaniji.:66 Sevasti je navela svoje ključne utjecajne osobe na koledžu kao: Clara Hamlin (ravnateljica koledža i kći Cyrusa Hamlina ), Florence A. Fensham, Mary Mills Patrick, Ida Prime, Caroline Borden i bugarska obitelj Grandinaroff.:68–70 Gjerasim Qiriazi pozvao je utjecajnu albansku braću Frashëri ( Abdyl Frashëri, Sami Frashëri i Naim Fraseri ) da prisustvuju njenoj dodjeli diplome. Naim Frashëri iskoristio je svoju ulogu u osmanskoj vladi da službeno registrira njezinu diplomu i dobije irade (službeni dekret) za otvaranje prve albanske škole za djevojke u Korçë:79(izgovor: Korče).

### Protestantsko misionarsko djelovanje
Iako pravoslavna kršćanka po rođenju, Sevasti se pridružila protestantskoj zajednici koju je utemeljio njezin brat Gjerasim. U Korçëu je vodila biblijske studije i molitvene sastanke za žene. Financirali su je ABCFM 's Woman's Board of Missions i Bible Lands Missions' Aid Society. Sebe je nazivala misionarkom kada je putovala u SAD da posjeti Ellen Stone i Johna Henryja House 1904.

### Djevojačka škola Korça (1891. – 1914.)
Sevasti je bila ravnateljica škole koju je vodila sa svojim bratom Gjerasimom. Škola se suočavala s mnogim teškoćama. Usprkos tome se svake godine 47 učenika svih vjera upisivalo.:4–6 Škola je primila značajne posjetitelje kao što su Edith Durham 1901. i Henry Brailsford 1904.:102, 106–107
Škola zatvorena 1914. godine zbog rata.:155–165

### Prvi posjet Sjedinjenim Državama
U ljeto 1904., nakon što je 13 godina služio kao direktor albanske škole za djevojke u Korçi, Sevasti Qiriazi otputovao je u Sjedinjene Države.:109 Parashqevi Qiriazi postala je ravnateljica škole u njezinoj odsutnosti. Sevasti je stigao u New York u kolovozu 1904. i posjetio je prijatelje u New Yorku, Bostonu i Chicagu, govoreći o Albaniji u raznim ženskim društvima. Boravila je mjesec dana kod Ellen Stone i posjetila Jane Addams i Hull House. Svoj posjet SAD-u nazvala je "tračkom slobode".:109–112Tijekom povratka u Albaniju u svibnju 1905. posjetila je London, Pariz i Beč prije nego što se zaustavila u Bukureštu, gdje je upoznala Pandeli Evangjeli i svog budućeg supruga Christa Daka (1880. – 1941.), nedavnog diplomanta Sveučilišta u Bukureštu i glavnog tajnika albanskog društva "Dituria". Sevasti je angažirao Daka da pripremi prve albanske udžbenike iz matematike.:113–114

### Rani nacionalni utjecaj
Sevasti je 1908. godine pozvana da predstavlja svoju Djevojačku školu na kongresu u Manastiru, čiji je cilj bio riješiti pitanje albanske abecede. Nije mogla prisustvovati, ali umjesto nje bila je prisutna njezina sestra Parashkevi. Godine 1909. Sevasti je pozvana kao ravnateljica škole da sudjeluje u kongresu Elbasana, čiji je cilj bio rješavanje pitanja nacionalnog obrazovanja u Albaniji. Posjetila ga je zajedno sa svojim bratom Jerjem Kirazijem.:121-128

### Brak i djeca
Sevasti se udala za Krista Dako 4. kolovoza 1910. Imali su dvoje djece, Aleksandëra "Skënder" Dako (1910–1995) i Gjergja Dako (1913. – 1949.). Obojica su osam godina studirali na Robert Collegeu.

### Prijateljstvo s Charlesom Craneom
Godine 1911., Sevasti i njezinog supruga Krista Daka u Manastiru je posjetio američki biznismen Charles Richard Crane, koji je bio u upravnom odboru Američkog koledža za djevojke u Carigradu i nastojao je naučiti više o Albaniji i Bliskom istoku. Crane je saznao za Sevasti i Krista preko Edwarda I. Boswortha, dekana Oberlinskog sjemeništa i bivšeg profesora K. Dakoa na Oberlinu.:139–140 Održavali su prijateljske i radne odnose dugi niz godina, kasnije provodeći nekoliko ljetnih praznika kod g. i gđe. Crane u ljetnoj kući u Woods Holeu, Massachusetts.:171, 184–185

### Izgon iz Albanije i put u SAD
Godine 1914., zbog neprijateljstava s grčkim snagama u Korçi, Sevasti, njezin suprug i njihovo dvoje djece bili su prisiljeni pobjeći iz Albanije, a Ženska škola je zatvorena. Proveli su gotovo 12 mjeseci živeći u Bukureštu i Sofiji prije nego što su emigrirali u Sjedinjene Države 1915. i nastanili se u Naticku i Southbridgeu, Massachusetts. Tamo će ona pomoći svom suprugu u otvaranju prve albanske škole u Americi u lokalnoj zajednici za mlade (YMCA).:173–174 Preselili su se u Boston gdje je Sevasti pomagala svojoj sestri u izdavanju polumjesečnog časopisa Yll'i Mëngjezit / Jutarnja zvijezda (1917. – 1920.), i gdje su se ona i njezin suprug više uključili u Vatru i albansku nacionalni pokret.:175–180

## Povratak u Albaniju i kasnije godine
Krajem 1921. Sevasti Qiriazi-Dako i njezina djeca vratili su se u Albaniju, gdje se njezin suprug prethodno vratio raditi s albanskom vladom. U svojim memoarima, Sevasti je opisala uvjete u Albaniji kao "primitivne" i tvrdila da je bila nadahnuta posvetiti ostatak života pomaganju u ponovnoj izgradnji svoje nacije.:186–193

### Institut Kyrias (1922. – 1933.)
Zajedno sa suprugom Kristom Dakom i sestrom Parashqevi Qiriazi, Sevasti je osnovala novu instituciju za žensko obrazovanje u Tirani. Iako je bila privatno financirana, smatrana je nacionalnom školom, koja je predstavljala sve okruge, klase i vjerska uvjerenja. Godine 1926. započeli su izgradnju novog objekta u Kamëzu. Objekt je bio u funkciji od 1927. godine, a dovršen 1929. godine. Kralj Zog I, čije su sestre princeza Myzejen Zogu i princeza Maxhide Zogu pohađale školu u Tirani, posjetio je novi kampus. Škola je bila poznata po svojoj knjižnici, programu atletike, likovnim događanjima, sustavu učeničke vlasti i uspjehu svojih maturanata.:201–216 Godine 1931. škola je proslavila 40. obljetnicu svog osnutka, smatrajući sebe nastavkom Ženske škole osnovane u Korçëu 1891. godine. Ceremoniji su nazočili mnogi albanski i strani uglednici.
1933. nacionalizacijom privatnog obrazovanja, Institut Kyrias bio je prisiljen zatvoriti i nije se ponovno otvorio unatoč opetovanim zahtjevima sestara Qiriazi upućenim vladi.:184–191 Sevasti je odbila da prostor škole iznajmi Crveni križ za humanitarni rad ili da se koristi za bilo što drugo osim za prvobitnu namjenu za obrazovanje žena.:186–187
Nakon zatvaranja škole Sevasti je počela pisati svoje memoare na engleskom.:188

### Pod talijanskom invazijom i okupacijom
Talijanska invazija Albanije 1939. dovela je do stvaranja talijanskog protektorata nad Albanijom (1939. – 1943.). Tijekom tog razdoblja Sevastiin suprug Kristo Dako je preminuo, a talijanska vojska je školsko imanje prenamijenila u skladište oružja.:188

### Internacija nakon njemačke invazije
Njemačka invazija i okupacija Albanije dovela je Sevasti Qiriazi-Dako i njezinu sestru Parashqevi u dodatnu opasnost, njihov dom i bivši školski objekti korišteni su kao skladište oružja u vrijeme intenzivnog sukoba između talijanskih snaga, albanskih antifašističkih i oslobodilačkih snaga, te njemačkih osvajača. Godine 1943. Nijemci su pucali na školu, ubivši Sevastinu prijateljicu i njenog sina. Sevasti i njezina obitelj bili su zatvoreni i deportirani u koncentracijski logor Banjica kraj Beograda:217–220od strane pronacističkih jedinica predvođenih Xhaferrom Devom.

### Poratne godine pod komunizmom
Krajem 1944., nakon što su savezničke snage bombardirali koncentracijski logor, Sevasti i njezina obitelj su oslobođeni i vraćeni u Albaniju. Otkrili su da im je dom opljačkan, pa su počeli s ponovnom izgradnjom. Različiti čimbenici—kao što je povezanost Krista Daka s kraljem Zogom i njegovo služenje kao ministar u jednom od njegovih kabineta, te povezanost Qiriazija i Dakosa s američkim školama, političkim osobama i protestantskim misionarima na koje je vlada gledala kao špijune — stavili su ih u nemilost novnostalog komunističkog režima u Albaniji. Godine 1946. istjerani su iz njihovih domova, a školski objekti pretvoreni su u partijsku školu. Kosti Krista Dake su ekshumirane, oskrnavljene i izgubljene.
Godine 1946. Sevastini sinovi Aleksandër i Gjergj uhićeni su i zatvoreni, optuženi za pobunu, špijunažu i protudržavne aktivnosti.:220–221 U veljači 1949. Gjergj je umro u zatvoru, tijekom nekoliko dana intenzivnog ispitivanja i mučenja. U kolovozu 1949. nakon neuspješnih pokušaja da se pronađe Gjergjevo tijelo i dok je Aleksandër još bio u zatvoru, Sevasti je umrla u siromaštvu i slomljena srca.:217–223
Od 1959. i kasnije, uglavnom zahvaljujući naporima Skëndera Luarasija, Sevasti Qiriazi i njezina obitelj počeli su ponovno stjecati priznanje u Albaniji za svoj doprinos albanskom obrazovanju i emancipaciji žena, posthumno odlikovani Ordenom Slobode (1960.), Medalja za domoljubnu djelatnost (1962.) i "Učitelj naroda" (1987.):192–194

## Objavljeni radovi
Sevasti Qiriazi-Dako napisala je sljedeće radove:
- "Albanian Girls' School Report". The Star in the East (56), October 1896.  London: Bible Lands or Turkish Missions' Aid Society, 3.
- "Girls' School, Koritza, Albania". The Star in the East (58), April 1897. London: Bible Lands or Turkish Missions' Aid Society, 6.
- "Këng' e foshnjavet ndë djep", Hristomathi (Sofje: Mbrothësia, 1902), f. 93.
- "Kur dotë bënemi nëna", Hristomathi (Sofje: Mbrothësia, 1902), f. 108.
- "Përse bënenë pemët t'ëmbëla nëpër drurët?", Hristomathi (Sofje: Mbrothësia, 1902), f. 110.
- "Rrobat e Olimbisë", Hristomathi (Sofje: Mbrothësia, 1902), f. 112.
- "Të-shkruajturit e babajt", Hristomathi (Sofje: Mbrothësia, 1902), f. 117.
- "Vjejtj' e Diturisë", Hristomathi (Sofje: Mbrothësia, 1902), f. 230.
- "Fjalë / Zonja edhe Zotërinj" (fjalime të Sevasti Qiriazit për ceremonitë e mbylljes së viteve shkollor), Hristomathi (Sofje: Mbrothësia, 1902), f. 291–295, 298–302, 303–308, 308–313.
- “The History of the Evangelistic Work”. The Orient 11. Constantinople: The Bible House, 1910, p. 4-5 (reprinted in The Missionary Review of the World 34. New York: Funk & Wagnalls, 1911, p. 851–853).
- Gramatikë Elementare për Shkollat Filltare (Manastir: Shtypshkronja “Tregtare Nërkombëtare”, 1912).Sevasti Qiriazi-Dako's Elementary Grammar for Primary Schools, 1912
- Mjeshtëria për të shkruarë letra (Farmingham, Mass: Journal Press, 1917).
- “Kujtime të paharruara” (series of 18 articles published in the Boston periodical Yll' i Mëngjezit from 1917–1918), republished as: "Kujtime të paharruar" dhe shkrime të tjera (Tirana: ISSHP, 2022).
- "Një pjekje me Naim Benj Frashërin", Yll’i Mëngjezit, vol. 1, nr. 3, 15 February 1917, p. 75–77.
- "Petro Nini Luarasi, shtylla e zjarrtë e Kolonjës", Yll’i Mëngjezit, vol. 1, nr. 6, 30 March 1917, p. 176–178.
- "Dr. Mihal Turtulli, ish-ministër i arsimit", Yll’i Mëngjezit, vol. 1, nr. 8, 30 April 1917, p. 236–237.
- "Miss Carolina Borden", Yll’i Mëngjezit, vol. 1, nr. 11, 15 June 1917, p. 335–336.
- "Prezident Mary Mills Patrick, Ph.D., direktoresha e kolezhit çupave në Stamboll", Yll’i Mëngjezit, vol. 1, nr. 10, 31 May 1917, p. 297–299.
- "Miku i Shqipërisë Zoti Charles Woods", Yll’i Mëngjezit, vol. 2, nr. 8, 31 December 1917, p. 236–237.
- "Të çdukurit e Manushaqes", Yll’i Mëngjezit, vol. 2, nr. 8, 31 December 1917, p. 239–248.
- "Spiro Bellkamen", Yll’i Mëngjezit, vol. 2, nr. 9, 15 January 1918, p. 273–274.
- "Mundimi i ndërgjegjes", Yll’i Mëngjezit, vol. 2, nr. 11, 16 February 1918, p. 340–344.
- "Gjaku ujë s’bëhet", Yll’i Mëngjezit, vol. 3, nr. 5, August 1918, p. 142–146.
- Albania's Rights, Hopes and Aspirations 1918.
- My Life (completed in 1938 as an unpublished memoir and published in 2016., Tirana, ISSHP). Prevedeno na albanski i objavljeno kao Jeta ime (Skopje: Instituti i Trashëgimisë Shpirtërore e Kulturore të Shqiptarëve, 2016).

## Ostavština

### Kino i književnost
- Djevojačka škola Korça ovjekovječena je u albanskoj kinematografiji omiljenim filmom Mësonjëtorja (Škola) (1979.). Ime glavnog lika, Sevasti Qiriazi, promijenjeno je u Dafina (glumi je Roza Anagnosti). U skladu sa službenom ateističkom i cenzorskom politikom Narodne Socijalističke Republike Albanije, sve su religije prikazane kao antialbanske, a škola je identificirana kao potpuno nereligiozna (laike).[31]
- Dramu pod naslovom Foleja Kombëtare (Narodno gnijezdo) o Djevojačkoj školi i Sevasti Qiriazi napisali su djelatnici i studenti Instituta Kyrias oko 1931.[2]:215 Ova je drama objavljena kao knjiga 2008.[32] s uvodom Ismaila Kadarea, ali je autorstvo pogrešno pripisano Lumu Skendu .

### Komemorativni predmeti
- Godine 2017. slika Sevati Qiriazi bila je među onima prikazanima na poštanskoj marki Pošte Kosova u čast 500. obljetnice protestantske reformacije i njezinog albanskog pandana.[33]
- Godine 2022. Banka Albanije objavila je svoju odluku o kovanju prigodnog novčića s likom Sevasti Qiriazi-Dako koji je pušten u prodaju 2023.[34]

### U akademskoj zajednici
- Dana 26. listopada 2016. Sveučilište u Korçi bilo je domaćin akademske konferencije u čast Sevasti Qiriazi i Djevojačke škole na 125. godišnjicu njezina osnutka.[35]
- Od 7. do 11. studenog 2016. Nacionalna knjižnica Albanije i Institut za albanske i protestantske studije zajedno su sponzorirali simpozij i izložbu pod naslovom "Sevasti Qiriazi: 125. godišnjica obrazovanja albanskih žena".[36]
- Dana 21. svibnja 2021. Akademija znanosti Albanije bila je domaćin komemorativnog događaja o životu i radu Sevasti na 150. obljetnicu njezina rođenja.[37]
- Dana 25. studenoga 2022. Koledž Qiriazi (Kolegji Universitar Qiriazi) bio je domaćin povijesnog simpozija povodom 100. obljetnice osnutka Instituta Kyrias u Kamëzu.[38]

### U evangeličkoj protestantskoj zajednici
- Zbog njezine uloge kršćanske misionarke[39] i "biblijske žene"[40] u Korçi, albanska protestantska zajednica odaje počast Sevasti Qiriazi kao jednoj od prvih članica albanske evangelističke zajednice koju je utemeljio njezin brat Gjerasim Qiriazi.[41]

### Istoimene škole, ustanove itd.
- Shkolla 9-vjeçare "Sevasti Qiriazi" in Korça.
- Shkolla Fillore e Mesme e Ulët "Motrat Qiriazi” in Klina.[42]
- The "Sevasti Qiriazi" high school in Tiranë.[43]
- Kolegji Universitar Qiriazi začet je 2016 na posjedu originalnog Kyrias Instituta (1922–1933) in Kamëzu, Albaniji.
- Albansko-Američka ženska organizacija (AAWO–Motrat Qiriazi) in New York City.
- 1990. “Motrat Qiriazi” Asocijacija je utemeljena u Prištini.[44]
- U Tirani postoji mala cesta po imenu "Ul. Sevasti Qirjazi".
- 2023. vlada Sjeverne Makedonije odobrila je utemeljenje regionalnog odjela of the Institut duhovnog i kulturnog nasljeđa Albanskog naroda u Manastira nazvanog po Qiriazijima.[45]

### Razno
- Sevasti Qiriazi i njezina sestra Parashqevi Qiriazi u Albaniji su kolokvijalno poznate kao "sestre Qiriazi" (alb. Motrat Qiriazi). Smatraju se "majkama albanskog obrazovanja".[46]

## Mitovi, netočnosti i nedosljednosti
- Točna godina i datum Sevastijeva rođenja su sporni. Navode se 1870., 1871. i 1872.[20]:25[47][39]
- Često se izvještava bez navođenja da je Naim Frashëri dao Sevasti Qiriazi priliku da pohađa koledž u Istanbulu, ali njen brat Gjerasim bio je taj koji je organizirao njeno školovanje uz pomoć protestantskih misionara kao što je Alexander Thomson.[2]:63–65
- Često se izvještava da je Sevasti Qiriazi diplomirala na Robert Collegeu. Točnije, diplomirala je na njegovoj sestrinskoj ustanovi, “Američki djevojački koledž u Konstantinopolu” koju je osnovao Ženski odbor za misije.[4][48] Ovaj se koledž spojio s Robert Collegeom 1971.,[49] 80 godina nakon njezine diplome.
- Tvrdi se da Sevasti nije bila Albanka, već Vlahinja, ali njena autobiografija to jasno pobija ("Ja sam Albanka"[2]:9), kao i drugi izvori.
- Tijekom vremena cenzure pod komunizmom, govorilo se da je Sevastijeva škola za djevojke u Korçëu bila potpuno nereligiozna (laike), ali taj je mit razotkriven arhivskim istraživanjem.[50]
- Općenito se navodi da je Sevasti prisustvovala prvom kongresu Manastira 1908. Zapravo, nije mogla prisustvovati zbog svojih obaveza u Korçë,[51] pa je njezina sestra Parashqevi otišla kao predstavnica Ženske škole Korça.[52]